# ۴۲۱ (پیش از میلاد)
۴۲۱ (پیش از میلاد) ۴۲۱مین سال قبل از تقویم میلادی است.